# Обыкновенный зимородок
Обыкновенный зиморо́док, или голубой зимородок (лат. Alcedo atthis) — мелкая птица семейства зимородковых (Alcedinidae), немного крупнее воробья.

## Описание
Длина крыла 7—8 см, размах крыльев примерно 25 см, масса 25—45 граммов. Имеет яркое оперение, сверху блестящее, голубовато-зелёное, с мелкими светлыми крапинками на голове и крыльях, снизу ржаво-рыжее; полоска через глаз к затылку и горлышко светлые. Голова большая, клюв длинный и прямой, крылья и хвост короткие. Самец и самка одинаковы по окраске, но самцы чуть крупнее и ярче. Кроме того, у самки подклювье оранжевое, у самца клюв весь чёрный. Перемещается с помощью крыльев, так как лапки короткие и не предназначены для длительного перемещения. Оперение зимородка вблизи тусклое; его яркость достигается за счёт преломления света перьями. Зимородки любят уединение, увидеть их удаётся редко. Голос — прерывистый писк «тиип-тиип-тиип». Продолжительность жизни примерно 15 лет.

## Распространение
Вид включает 6 подвидов, распространённых в Евразии (до Южной Скандинавии и Санкт-Петербурга), на северо-западе Африки (до Сахары), в Индонезии и Новой Зеландии, на Новой Гвинее и Соломоновых островах. Есть оседлые и перелётные подвиды. В Италии гнездится около 5000—10000 пар.
Также встречается в лесостепной и степной частях Средней Сибири: у Ачинска, Канска, Красноярска, Минусинска, Новосибирска, Барнаула, Томска, Новокузнецка, по реке Томь, а также в районе притоков р. Томь рек Средняя Терсь, Верхняя Терсь, Тутуяс, в Павлодарской области (Казахстан), в верховьях Енисея и вдоль его притоков Абакан, Туба, в низовьях Кебежа, на Можарских озёрах, а также по реке Чуне (бассейн Ангары). Наиболее северная точка гнездования — река Верхний Имбак. Встречается у деревни Погодаево и у села Ворогово. Кроме этого распространён на Украине: вдоль русла реки Десна, замечен также на реке Мертвовод приток Южного Буга , Оскольском водохранилище и низовьях реки Оскол. Замечен гнездящимся в заливах в Днепре, Запорожье, в Ровенской области на реке Случ в 2016 году, в мае 2020 года — в Луганской области на реке Красная. Также зимородок в последнее время часто встречается на юго-западе Крыма (Балаклава, Голубая бухта, в 2012 году был замечен на мысе Фиолент в Севастополе). Был замечен и в пгт. Отрадное, Крым в 2019 году, 2-я половина августа, на берегу Чёрного моря. Отмечен на реке Ушача в Беларуси.
В среднюю полосу России зимородок прилетает в конце апреля — начале мая.
У зимородка очень строгие требования к местообитанию: чистый водоём с проточной водой (не мелкий, но и не глубокий), обрыв и заросшие берега. Зимородки не любят близкого соседства с другими птицами. Численность зимородков в настоящее время сокращается из-за хозяйственной деятельности человека.

## Питание

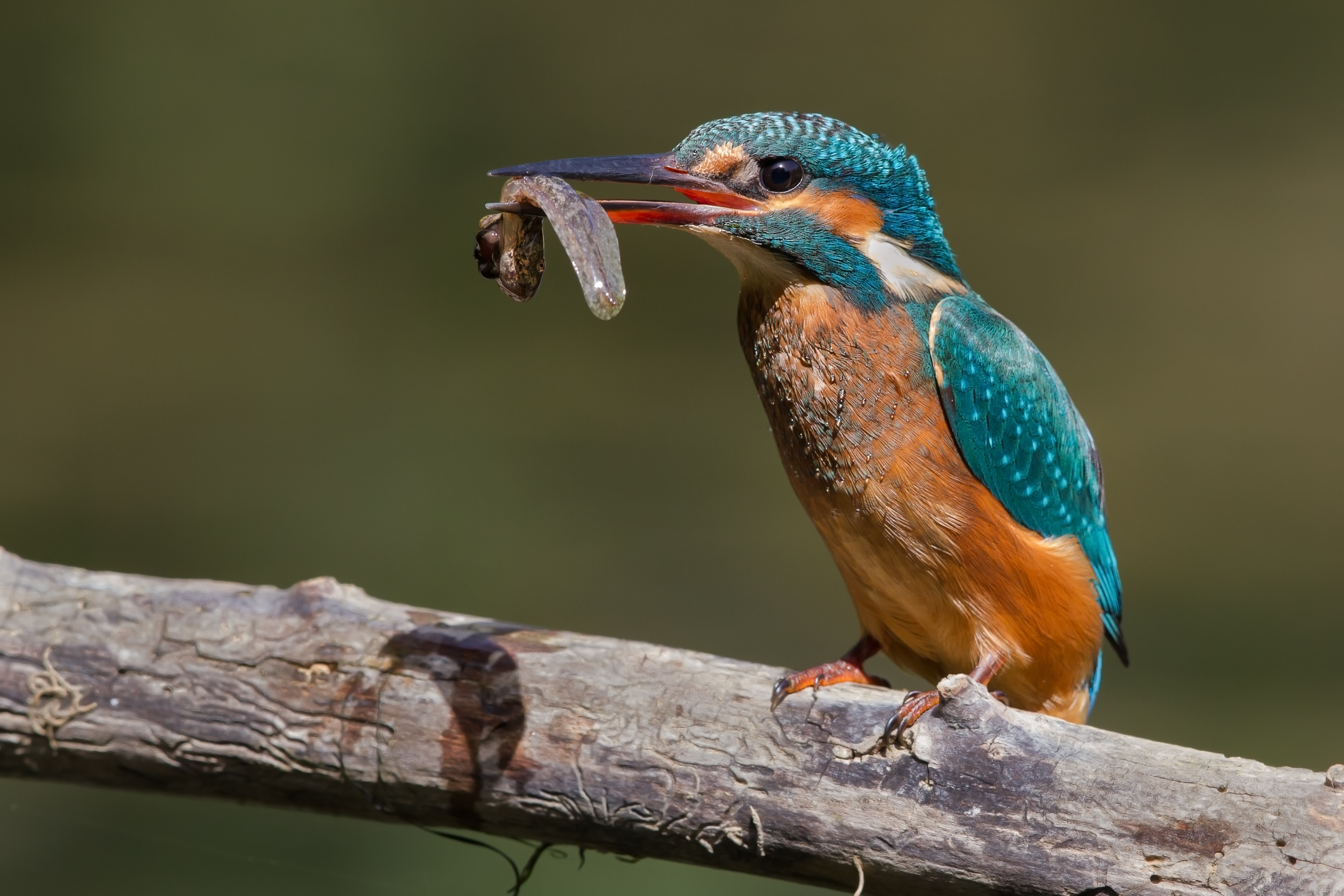
Зимородок с добычей

Питается мелкой рыбой (уклейка, бычок-подкаменщик), реже водными беспозвоночными (например, пресноводными креветками). Иногда питается водными насекомыми (личинки стрекозы) и лягушатами. Норма потребления — 10—12 рыбок в сутки при отсутствии семьи. За рыбой охотится с воздуха. Способен взлетать из-под воды. Часто караулит добычу, сидя на ветке над водой. Выбирает для засады самые тихие уголки, в которых его очень трудно заметить. Если атака прошла безрезультатно, зимородок продолжает поджидать жертву на ветке. Если рыба поймана, ест её либо на ветке, либо в гнезде.

## Размножение
Зимородки моногамны, хотя среди самцов встречаются такие, которые заводят несколько семей. Чтобы стать парой, самец преподносит самке пойманную рыбку. Если самка примет дар, то предложение принято. Пара создаётся только на тёплое время года. Зимой зимородки разлетаются по отдельности, но весной возвращаются к старому гнезду, где пара воссоединяется.

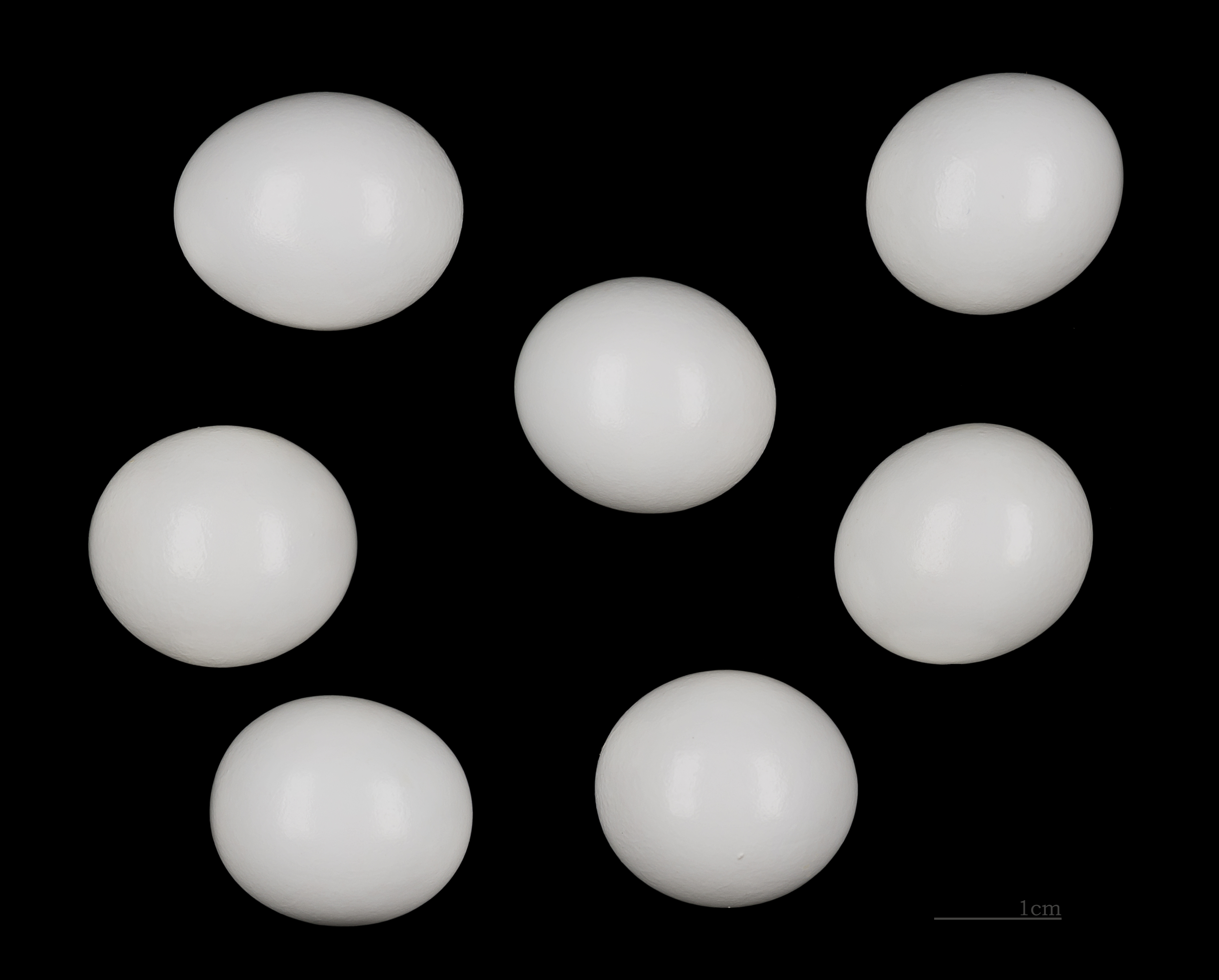
Яйца зимородка

Гнёзда зимородки роют в крутых береговых откосах, в непосредственной близости от водоёма. Отверстие скрыто ветвями деревьев или кустарников, корнями, чтобы к норе не мог подобраться потенциальный хищник. Расстояние между гнездами — от 0,3 до 1 км и более. Нора горизонтальная, длиной 0,3—1 м. Рытьём норы пара занята больше недели. Если на пути встречается препятствие, зимородки бросают эту нору и приступают к рытью новой. Нора завершается гнездовой камерой — расширением. Подстилки в гнезде нет, но если гнездо старое, то на полу образуется слой чешуи, рыбьих косточек и других пищевых остатков. В этом слое заводятся личинки мух. В кладке 5—8 (в целом от 4 до 11) блестящих белых яиц. Яйца насиживаются примерно три недели, по очереди каждым родителем.
Птенцы зимородка вылупляются без оперения и слепыми. Вылупление происходит не одновременно. Через три недели после появления на свет птенцы могут вылетать из норы. Они окрашены менее ярко, чем взрослые, и чуть меньше размером. Несколько дней птенцы летают с родителями, которые продолжают их кормить. В хорошие годы зимородки успевают сделать вторую кладку (конец июня — начало июля) и вывести ещё один выводок. Вторая кладка делается после вылета птенцов, но иногда и раньше. В середине августа второй выводок готов к полёту.

## Перелёт и зимовка
После взросления второго выводка зимородки начинают перелёт на зимовку. Он начинается и в конце августа, и в сентябре и даже октябре. В Южную Европу и Северную Африку зимородки перелетают из европейской части России, в Южную Азию — из Сибири. В Сибири (Западный Саян) обитают и зимующие популяции (в частности, по притокам реки Оя). Зимородки с Северного Кавказа не улетают на зиму.

## Естественные враги
У зимородка практически нет врагов. Иногда молодых зимородков ловят ястребы и соколы. Человек редко охотится на эту птицу, разве что ради чучела. 

## Происхождение названия

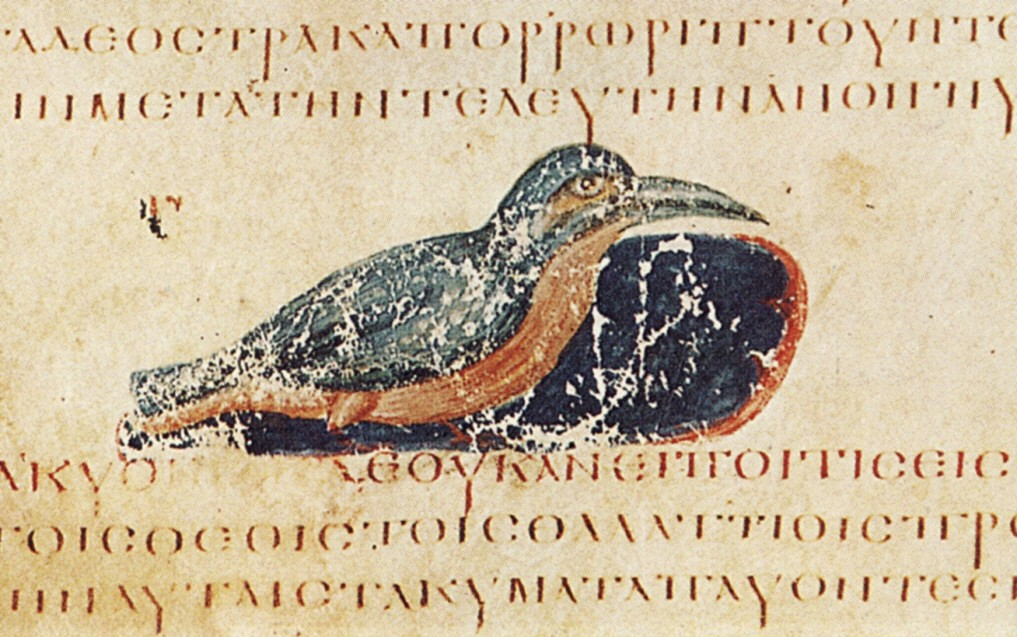
Обыкновенный зимородок (Венский Диоскорид, Византия, VI век)

Существует немало объяснений происхождения слова зимородок. Многие считают, что птица выводит птенцов, то есть «родится» зимой, но это совсем не так — зимородки выводят птенцов весной и летом.
Распространённая версия — это искажённое «землеродок» или «земородок». Зимородки выбирают для гнездования обрывистые берега и роют в земле норку, в которой выводят птенцов. То есть птицы действительно появляются на свет в земле, из-за чего и получили такое название.
Однако с другой стороны, некоторые названия птицы связаны со льдом: чеш. ledňáček, рус. леди́нник; дат. isfugl, нидерл. ijsvogel, нем. Eisvogel (калькировано в венг. jégmadár), др.-англ. īsearn.

## В мифологии
По-гречески «зимородок» называется «алкион». С этим названием связано несколько сюжетов древнегреческой мифологии. Так, Зевсом в зимородка была превращена Алкиона, дочь Эола. По другому сюжету, когда Геракл убил великана Алкионея, его семь дочерей — алкионид бросились в море и Амфитрита превратила их в зимородков.
В Греции существовало поверье, что зимородок высиживает птенцов в две недели около времени зимнего солнестояния. Эти тихие и безветренные дни называются «алкиони́ды», «алкиони́йские дни» или «дни алкио́ны».
В русской мифологии и искусстве зимородок получил отражение в представлении о райской птице Алконост с головой и руками девы. Имелось поверье, схожее с древнегреческим, что Алконост несёт яйца в морскую глубину и высиживает их в зимнее солнцестояние.

## Иное
В 2016 году утверждён официальный природный символ Воложинского района Минской области Беларуси — Зимородок.